# Peke
『月刊Peke』（ペケ）は、みのり書房が発行していた日本のSF漫画雑誌。創刊編集長は自販機本『少女アリス』編集長の川本耕次。

## 概要
1978年9月創刊。コミックマーケットを創設した漫画批評集団「迷宮」周辺のスタッフにより創刊された『JUNE』とならぶニューウェーブ漫画誌のひとつである。吾妻ひでおや内山亜紀などのSF作品を掲載していたほか、迷宮で評価が高かった同人作家のさべあのまを輩出した。1979年2月廃刊。終刊号では幻の漫画雑誌『COM』を大特集しながら自らも幻の雑誌となった。後継誌は『月刊コミックアゲイン』。

## 連載作品
- 吾妻ひでお「どーでもいんなーすぺーす」
- いしかわじゅん「ドラゴン・ブギ」
- 桑田次郎「宇宙の放浪者フーテンベラ号」
- 関あきら「スターシマック」
- 竹中友「魔界の戦士ロスタム」
- ひおあきら「サイレン戦記 プロローグ編」
- 日野日出志「愛しのモンスター」
- 米沢嘉博（阿島俊）の漫画評論